# Lignol
Lignol (in bretone: An Ignol) è un comune francese di 934 abitanti situato nel dipartimento del Morbihan nella regione della Bretagna.

## Società

### Evoluzione demografica
Abitanti censiti